# Episodi di Here's Lucy (terza stagione)
La terza stagione della serie televisiva Here's Lucy è stata trasmessa in anteprima negli Stati Uniti d'America dalla CBS tra il 14 settembre 1970 e il 22 febbraio 1971.
| nº | Titolo originale                | Titolo italiano | Prima TV USA      | Prima TV Italia |
| -- | ------------------------------- | --------------- | ----------------- | --------------- |
| 1  | Lucy Meets the Burtons          |                 | 14 settembre 1970 |                 |
| 2  | Lucy, the Skydiver              |                 | 21 settembre 1970 |                 |
| 3  | Lucy and Sammy Davis Jr.        |                 | 28 settembre 1970 |                 |
| 4  | Lucy and the Drum Contest       |                 | 5 ottobre 1970    |                 |
| 5  | Lucy the Crusader               |                 | 12 ottobre 1970   |                 |
| 6  | Lucy, the Co-Ed                 |                 | 19 ottobre 1970   |                 |
| 7  | Lucy, the American Mother       |                 | 26 ottobre 1970   |                 |
| 8  | Lucy's Wedding Party            |                 | 2 novembre 1970   |                 |
| 9  | Lucy Cuts Vincent's Price       |                 | 9 novembre 1970   |                 |
| 10 | Lucy the Diamond Cutter         |                 | 16 novembre 1970  |                 |
| 11 | Lucy and Jack Benny's Biography |                 | 23 novembre 1970  |                 |
| 12 | Lucy and Rudy Vallee            |                 | 30 novembre 1970  |                 |
| 13 | Lucy Loses Her Cool             |                 | 7 dicembre 1970   |                 |
| 14 | Lucy, the Part-Time Wife        |                 | 14 dicembre 1970  |                 |
| 15 | Lucy and Ma Parker              |                 | 21 dicembre 1970  |                 |
| 16 | Lucy Stops a Marriage           |                 | 28 dicembre 1970  |                 |
| 17 | Lucy's Vacation                 |                 | 4 gennaio 1971    |                 |
| 18 | Lucy and the 20-20 Vision       |                 | 12 gennaio 1971   |                 |
| 19 | Lucy and the Raffle             |                 | 18 gennaio 1971   |                 |
| 20 | Lucy's House Guest, Harry       |                 | 25 gennaio 1971   |                 |
| 21 | Lucy and Aladdin's Lamp         |                 | 1º febbraio 1971  |                 |
| 22 | Lucy and Carol Burnett          |                 | 8 febbraio 1971   |                 |
| 23 | Lucy Goes Hawaiian (Part 1)     |                 | 15 febbraio 1971  |                 |
| 24 | Lucy Goes Hawaiian (Part 2)     |                 | 22 febbraio 1971  |                 |